# Купчина (річка)
Купчина (хорв. Kupčina) — річка в Хорватії, ліва притока Купи.

## Опис
Довжина — 56 км. Витікає біля села Сошице в гірському масиві Жумберак на висоті 977 м над рівнем моря, впадає у річку Купу неподалік від села Нижня Купчина Загребської жупанії. Долина Купчини має площу 24,38 км2, площа басейну — 614 км2. Належить до річок дощово-снігового проточного режиму. Несудноплавна.
Найбільша притока Купчини — потік Слапниця.
На річці встановлено більше 10 водяних млинів та 6 гідроелектричних генераторів загальною потужністю понад 1 МВт.
Популярна як місце відпочинку та рибальства.